# Myrmarachne exultans
Myrmarachne exultans är en spindelart som beskrevs av Lodovico di Caporiacco 1949. Myrmarachne exultans ingår i släktet Myrmarachne och familjen hoppspindlar. Inga underarter finns listade i Catalogue of Life.